# Буває, в неволі іноді згадаю…
«Буває, в неволі іноді згадаю…» — вірш Тараса Шевченка, написаний 1850 року в Оренбурзі.

## Написання
Зберігся чистовий автограф вірша у «Малій книжці». Вірш датується дослідниками за місцем автографа у «Малій книжці» серед творів 1850 року (під № 7 у другому та третьому зшитках за 1850 рік) та за часом перебування в Оренбурзі взимку — навесні 1850-го, орієнтовно: січень — квітень 1850 року, та місцем написання — Оренбург.
Найраніший відомий текст — автограф у «Малій книжці», куди твір переписано в Оренбурзі з невідомого автографа на початку 1850 року, не пізніше 23 квітня — дня арешту поета. Через те, що при зшиванні «Малої книжки» окремі зшитки помилково було переставлено, твір записано в двох місцях збірки: рядки 1 — 49 — на стор. 395 — 398, а 50 — 134 — на стор. 191 — 194. До «Більшої книжки» твір не переписано.

## Публікація
Вперше надруковано у виданні: «Кобзарь Тараса Шевченка / Коштом Д. Е. Кожанчикова» 1867 року (СПб., стор. 563 — 564 та 433 — 435, за «Малою книжкою» як два самостійні твори). Цілісний текст вперше надруковано В. М. Доманицьким у виданні: «Шевченко Т. Кобзарь» 1907 року (СПб., стор. 504 — 507).

## Складова
Вірш належить до поезій, в яких історична тема звернена до сучасності. У творі схрещується кілька характерних для Шевченка мотивів: мотив сну (чим обгрунтовується фантастика оповіді), мотив оповіді козака, який устає з могили, мотив роздумів про історичні взаємини Польщі й України. Поет уславлює саможертовне служіння батьківщині. Патріотична ідея розкривається в типово романтичному сюжеті. З історичних джерел найбільше позначилися на концепції та окремих деталях твору «Історія Русів» і «Запорожская старина». Літературний генезис твору пов'язаний з українською романтичною традицією, передусім з творчістю А. Л. Метлинського.